# Minor Disturbance
Minor Disturbance è il primo EP del gruppo hardcore punk di Washington The Teen Idles, pubblicato nel 1980 dalla Dischord Records.

## Tracce
1. Teen Idles – 0:45
2. Sneakers – 1:28
3. Get Up and Go – 0:52
4. Deadhead – 1:21
5. Fleeting Fury – 1:20
6. Fiorucci Nightmare – 0:44
7. Getting in My Way – 1:05
8. Too Young to Rock – 2:04

## Crediti
- Nathan Strejcek − voce
- Geordie Grindle − chitarra
- Ian MacKaye − basso
- Jeff Nelson − batteria, grafica
- Skip Groff - produttore
- Don Zientara - ingegnere del suono
- Susie Josephson - fotografia copertina
- Jay Rabinowitz - foto retro